# Bayerische Voralpen
Bayerische Voralpen er en bjergkæde i Nordlige kalkalper i Alperne i Tyskland og Østrig. De stiger op fra de bayerske sletter mellem floderne Loisach i vest og Inn i øst. En lille del af Bayerische Voralpen ligger i Tyrol i Østrig.
Navnet må ikke forveksles med Bayerske Alper, eller bayerisches Alpenvorland, som dækker de bayerske dele af de nordlige Alper.
Deutscher Alpenverein afgrænser Bayerischen Voralpen til dette område: Voralpeområdet fra Murnau over Kochel am See, Bad Tölz til Rosenheim – Inn til Kiefersfelden – Kieferbach – Glemmbach – Ellbach – Kaiserhaus – Brandenberger Ache – Erzherzog-Johann-Klause – Sattelbach – Ampelsbach – Achenbach – Walchen – Isar til Krün – Kranzbach – Kankerbach – Garmisch-Partenkirchen – Loisach til Murnau.
Bortset fra bjergene længst mod vest, er der ingen bjerge over 2 000 meter i bjergkæden og der er kun få få kalkstensbjerge. Det høgeste bjerg er Krottenkopf på 2 086 meter over havet.